# 長尾為景
長尾為景（1489年—1542年1月29日），越後國的戰國大名。越後守護代、越中國新河郡分郡守護代。上杉謙信之父。米澤藩初代藩主上杉景勝是為景的外孫。

## 經歷
因為父親長尾能景在般若野之戰中戰死，繼任長尾氏家督成為越後守護代。永正4年（1507年）8月，守護上杉房能因為「為景有謀反之意」而準備討伐為景，為景先發制人襲撃房能的居館（一說是為景對房能沒有派出援軍，袖手旁觀令父親能景被殺死而十分怨恨）。逃亡中的房能自殺，他的養子上杉定實被擁立為守護而成為傀儡。
但是在永正6年（1509年），房能之兄關東管領上杉顯定向為景報復，率領大軍來襲，為景處於劣勢下與定實逃亡到佐渡國。在邑山寺等待機會捲土重來，翌年率領佐渡的軍勢反攻並扭轉局勢，在長森原之戰中向退卻的上杉軍發起猛攻，加上高梨政盛（為景的外祖父，或伯父）率援軍協助，顯定最後兵敗戰死。
為景成功奪回越後的實權後，把自己姊妹嫁給定實，再命嫡男六郎（後來的晴景）成為定實的猶子。如此一來，為景成為了守護上杉家的外戚，在越後有舉足輕重的地位並參與國政。
雖然是下克上代表者，但是對朝廷和室町幕府等權威亦表示尊重，幾次奉上即位費用等的獻金。因此為景得到了信濃守的叙爵，以及被幕府准許使用守護和御供眾的白傘袋、毛氈鞍覆、塗輿。換言之，為景追上了朝倉氏和浦上氏等其他守護代出身的戰國大名，與京都的將軍連絡而使到家格上昇，與越後守護上杉氏不同的「長尾」家成為了新的勢力，以守護的權威謀求自立。
此後為景在越中國和加賀國轉戰，消滅神保慶宗和椎名慶胤等人，就任越中國新河郡守護代，擴大了勢力，但是晩年受定實之弟上條定憲等越後國內的國人領主反亂之苦，在天文5年（1536年）被迫隱居。不過在這年，為景收到朝廷因為平定內亂而賞賜的綸旨，更在三分一原之戰中勝利的優勢下隱居，有可能是因為要專注於鎮壓內亂而隱居。
以前的記錄中為景沒有隱居，而是在天文5年12月24日（1536年2月4日）死去，但是在近年發現的文書中，確認了為景不是在這個日子死去，在『上杉家御年譜』記述中，没年是天文11年12月24日（1542年1月29日）被視為有力説法。在『上杉氏年表』和『定本上杉謙信』中，說明晩年把家督之位讓予晴景後仍然繼續握有實權。

## 死因
關於死因有幾種說法：病死、被上條一方暗殺、與一向一揆戰鬥時戰死。但是戰死一説是與為景的父親能景混同，現在已經被否定。

## 評價
為景正是引發了戰國時代的奸雄其中一人。為了完全掌握越後國，不惜打倒主家和使用奸計，一生中打了超過一百場合戰。後來上杉顯定之子憲房評價為景「殺害了兩代主公，史無前例的奸雄」（長尾為景は二代の主君を殺害した天下に例のない奸雄である）。相反，不能統御揚北眾等國人領主，為景未能對他們行使上位者統治的權力。這些問題後來引發了兒子晴景和謙信的鬥爭。